# Незабытовский, Карл Константинович

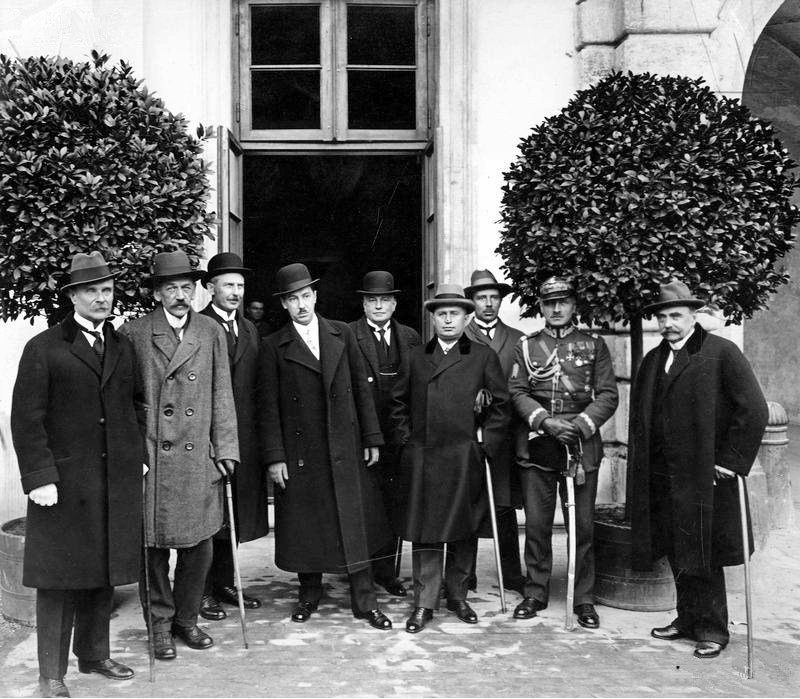
Члены первого правительства Юзефа Пилсудского после принятия присяги 2 октября 1926 г. Первый слева — Кароль Незабытовский, первый справа — Александр Мейштович.

Карл Константинович Незабытовский (польск.: Karol Niezabytowski, белор.: Караль Незабытоўскі), 4 ноября 1865 — 26 ноября 1952) — политический и государственный деятель, крупный землевладелец и предприниматель, организатор сельскохозяйственной деятельности в Белоруссии. Один из лидеров Минского общества сельского хозяйства. Член Государственного Совета от Минской губернии (1911—1912). Входил в политическую группировку «Краёвцев», а позже «виленских консерваторов». Министр сельского хозяйства и государственных имуществ ІІ Речи Посполитой (1926—1929), сенатор от Полесского воеводства (1928—1930).
Принадлежал к кальвинистско-католическому шляхетскому роду Незабытовских герба «Любич». Род относился к той ветви рода Незабытовских, которая владела поместьями в Новогрудском воеводстве и Минском воеводстве Великого Княжества Литовского и писала свою фамилию как «Незабытоўскія».

## Происхождение и семья
Родился 4 ноября 1865 г. в родовом имении Аляшевичи в Гродненском уезде Гродненской губернии. По другим данным родился в Гродно. Полное имя, которое получил при крещении в католичество, было «Кароль-Станислав». Отцом был дворянин-католик и состоятельный помещик Константин Христофорович Незабытовский, а мать —  дворянка-католичка София Каменская. Кароль также имел ещё двух братьев — Стефана (Станислава) и Людвика.
Через год после окончания университета, в 1890 г. в Вильно Кароль Незабытовский женился на   дворянке-католичке Софии Ленской, род которой относился к среднезажиточному коренному дворянству Минского уезда Минской губернии, а раньше — Минского воеводства Великого Княжества Литовского. От жены Софии у него было пять детей: 
- Христофор Незабытовский (1900-1920) — умер неженатым;
- Михаил Незабытовский (1901—1916) — умер неженатым;
- Мария Незабытовская (1903—1994) — вышла замуж за Иоанна Балинского-Юндзилла (1899—1974);
- Елена-Изабелла Незабытовская (1906—2000) — в 1935 вышла за графа Генриха Тышкевича (1909—?);
- Ирена-Эльжбета Незабытовская (1907—1997) — вышла за графа Винсента О'Рурк (1908—1979).

## Образование и воспитание
В 1879 году вместе со своим старшим братом Стефаном Незабытовским поступил в 4-й класс классической гимназии в Вильно, где учился с Брониславом Пилсудским и его братом Юзефом Пилсудским. После окончания гимназии в 1884 году поступил на физико-математический факультет Санкт-Петербургского университета, который окончил с отличием в 1889 году. После университета занялся управлением хозяйства в семейных поместьях в Минской и Гродненской губерниях, главным центром которых были Бацевичи в Бобруйском уезде Минской губернии.

## Поместья
После смерти отца к Карлу перешли по наследству родовое поместье Бацевичи в Бобруйском уезде Минской губернии, а также родовое поместье Олешевичи в Гродненском уезде Гродненской губернии Российской империи. В качестве приданого от жены получил имение Хотов в Минском уезде Минской губернии. В начале XX века приобрёл у графов Забеллов имение Ольса (дворец, сад и 900 десятин земли) в Бобруйском уезде Минской губернии, что было редкостью в крае, так как с 1864 года существовал закон, по которому католики не имели права покупать землю в западных губерниях Российской империи.
После Рижского мирного договора (1921 года), который разделил Белоруссию на части, на польской стороне остались только имения Олешевичи и Хотов. В межвоенной Польше Незабытовский дополнительно в Аркушаве (под Гнезно) купил землю площадью 84 моргов, которая до времени восстановления польского государства оказалась территорией Германской империи и подлежала к передаче немецким собственникам.

## Хозяйственная и служебная деятельность
Стал членом Минского общества сельского хозяйства (МОСХ), а затем и одним из влиятельных его руководителей. Родственники жены — Ленские — также были важными членами МОСХ. С 1901 г. был и активным членом Общества взаимного страхования (от огня) — организации при МОСХ. Успешно занимаясь хозяйством в имениях, стал значительным предпринимателем в Минской и Гродненской губерниях: в начале XX в. в Бацевичах были мельница, маслобойный и кирпичный заводы, фабрика мебели, при которой была организована больница для работников. В 1909 вместо деревянного дворца построил в Бацевичах новый, кирпичный дворец, где имел много антикварной мебели и ценных предметов искусства (особенно гордился своим древним австрийским фарфором). Имея большие капиталы, поддерживал финансово беспроцентными кредитами тех помещиков-католиков, которым требовались деньги, чтобы они не потеряли имения через банкротство. Это было распространённой традицией в Северо-Западном крае: банкротство католических собственников в условиях невозможности католикам приобретать землю снижало процент католических землевладельцев в губернии, а значит — усиливало бы влияние российской власти и русских землевладельцев.
По назначению российских властей в 1897—1917 гг. занимал должность почётного мирового судьи Бобруйского уезда, что обычно было верхом карьеры для католиков, так как существовало много ограничений для продвижения католиков по службе в западных губерниях империи.
В 1897 г. в Бобруйске построил частную гостиницу «Березина и Европейская» (тогда на углу улиц Ольховской и 2-й Слуцкой, сейчас на углу улиц Чонгарской и Карла Маркса), которую в народе называли «Париж».

## Политическая деятельность

### Активист«Краёвцев»
Революция 1905—1907 гг. в Российской империи открыла возможность для католиков заниматься открытой политической деятельностью в Государственной Думе и Государственном Совете Российской империи. Лидеры Минского общества сельского хозяйства стали главными разработчиками постулатов либерально-консервативного течения «краевцев» и главными организаторами создания Краевой партии Литвы и Беларуси (1907—1908). Карол Незабытовский стал одним из членов-основателей партии.
В 1911 году, когда Роман Скирмунт, вице-председатель МОСХ, был вынужден оставить мандат члена Государственного Совета Российской империи от Минской губернии, Карл Незабытовский, который на выборах депутатов в 1911 занял второе место, занял  место члена Государственного Совета от Минской губернии, принадлежавшее ранее Скирмунту и находился в составе совета до конца срока в 1912 г.. Во времена Первой мировой войны, вероятно, постоянно находился в Минской губернии.

### После падения российского самодержавия (1917—1918)
После Февральской революции (1917 г) в России Незабытовский вместе с другими лидерами Минского общества сельского хозяйства (МОСХ) поддержал идею политической субъектности Беларуси. В созданном в мае 1917 г. польском совете Минской земли, в состав которой вошёл и Незабытовский, влияние получили лидеры Минского общества сельского хозяйства. Удалив из рядов «польского совета» социалистические лозунги и идеи сторонников Польской национально-демократической партии «эндеков» (об инкорпорации Беларуси в состав Польши), члены МОСХ наоборот насаждали  идею политической субъектности Беларуси, допуская только равноправный государственный союз Беларуси и Польши. Незабытовский стал членом Союза маянтковцев (помещиков) Минской губернии (во главе с графом Ежи Чапским), в котором было много и членов МОСХ. После Октябрьского переворота 1917 года и установления в Петрограде власти большевиков "Декретом о земле" от 26 октября 1917 г. упразднялась частная собственность на землю, что Незабытовский воспринял негативно.
После того, как в декабре 1917 Польский совет Минской земли (во главе которого было много лидеров МОСХ) установил контроль над I Польским корпусом генерала Юзефа Довбор-Мусницкого, штаб-квартирой которого был город Бобруйск, 30 апреля 1918 г. Карл Незабытовский был назначен членом ликвидационной имущественной комиссии корпуса, а также вошёл в состав гражданского руководства города Бобруйска и организовал в Бобруйске польскоязычную гимназию . На территориях, занятых I Польским корпусом, процесс захвата крестьянами земли бывших частных имений был быстро остановлен, а имения возвращены бывшим собственникам.
Понимая временность успехов Довбор-Мусницкого в борьбе большевиками и руководствуясь принципом «только, чтобы не Россия», лидеры МОСХ и «польских советов» начали искать сближение с  прогерманским польским Регентским советом Королевства Польского (1916—1918) в Варшаве и немцами. Лидеры МОСХ, руководствуясь также принципом сохранения политической субъектности Беларуси, через своих делегатов Польского совета от Минской земли заявили польскому Регентскому Совету о желании выхода Беларуси из-под влияния большевистской России, но «без намерения непосредственного включения Беларуси в состав Польши», что означало создание польско-белорусской федерации.
Результатом договорённости с немецким командованием стало наступление в феврале 1918 г. немецких войск на Минск. Одновременно лидеры МОСХ стремились повлиять на генерала Юзефа Довбор-Мусницкого, чтобы он не мешал движению немецких войск к Днепру. С этой миссией во второй декаде февраля 1918 г. в Бобруйск, главную ставку I Польского корпуса, поехала делегация от Польского совета Минской земли (Иероним Кеневич (1867—1925), Карол Незабытовский (1865—1952), Чеслав Крупский), Польского совета Виленской земли (Витольд Копец), Польского совета Могилёвской земли (Константин Гардялковский) и другие, к которой быстро присоединились Ежи Осмоловский и Козел-Поклевский. Целью делегации было убедить Довбор-Мусницкого о неизбежности ликвидации Начпола (Naczelny Polski Komitet Wojskowy, Naczpol) и склонить польского генерала к сотрудничеству с немцами. Руководство Польского совета Минской земли пошло ещё дальше и послало из Минска в Бобруйск своей делегации телеграмму, где говорилось, что, если Довбор-Мусницкий не согласится с предложениями делегации «польских советов», то надо назначить на место начальника I Польского корпуса другого офицера. Телеграмма была перехвачена, доставлена генералу Довбор-Мусницкому и вызвала его закономерное возмущение, но в конечном счёте Довбор-Мусницкий всё же согласился следовать предложениям делегации не мешать немцам.

### Во времена немецкой власти в Минской губернии (1918)
18—19 июня 1918 года  Карол-Станислав Незабытовский  находился в Минске, занятом немецкими войсками, присутствовал на втором Польским собрании, организованном лидерами Минского общества сельского хозяйства, которые составляли руководство Польского совета Минской земли. Второе Польское собрание было организовано с целью окончательного вытеснения из состава исполнительного комитета Польского совета Минской земли сторонников Польской национально-демократической партии «эндеков» (вместе с их идеей инкорпорации Беларуси в состав Польши) и полного торжества в рядах «Польского совета» идеи политической субъектности Беларуси, допускавшей только равноправный государственный союз Беларуси и Польши. Карол Незабытовский, являясь влиятельным членом МОСХ, 18 июня был избран в состав комитета Польского совета Минской земли.
Участвовал в восстановлении корпоративной организации дворянства Минской губернии в 1918—1920 гг. и выборах графа Ежи Чапского на должность минского губернского предводителя (1918—1920).

### Попытка создания Великого княжества Литовско-Белорусского (1918)
В начале ноября 1918 года в Минске Карол  Незабытовский входил в состав делегации 30 дворян Минской губернии (в основном, из числа членов МОСХ) к немецкому генералу Эриха фон Фалькенхайна (1861—1922), командира 10-й немецкой армии. Делегаты обратились с просьбой сообщить германскому императору Вильгельму II о своём желании создания под немецким кураторством конституционно-монархического Великого Княжества Литовско-Белорусского. На собраниях МОСХ давно высказывались идеи о необходимости монархического строя государства: именно Карол Незабытовский афористично заявил там однажды, что республика приведёт к «режь публику». Однако проект создания Великого княжества Литовско-Белорусского не удалось реализовать, и в конце ноября 1918 Незабытовский переехал в удерживаемую польскими войсками Юзефа Пилсудского Варшаву, так как в Минскую губернию вошли войска большевиков.

### Поддержка федеративных планов Юзефа Пилсудского (1919—1921)
В Варшаве Карол Незабытовский объединился с такими же помещиками-эмигрантами из Минской губернии, которые 6 декабря 1918 года основали свою организацию «Союз поляков белорусских окраин» (около 200 человек), на заседаниях которой обычно председательствовал Эдвард Войнилович, председатель МОСХ. Поддержал идею вхождения литовско-белорусских земель как субъекта федерации в состав возобновляемой в 1919—1920 гг. Юзефом Пилсудским многонациональной федеративной Речи Посполитой и принял участие в финансировании Литовско-белорусских дивизий .
Уже 18 января 1919 года как представитель Союза Карл Незабытовский вместе с Эдвардом Войниловичем высказывал Р. Фостеру (R. C. Foster), представителю американской военно-политической миссии, которая проводила зондаж в Польше, постулаты позиций минских дворян о необходимости признания федеративного государства, за которое борется Пилсудский, в границах 1772 года (то есть в границах Речи Посполитой до её первого раздела в 1772 году). В конце января 1919 года в Варшаве вместе с Михалом Ястржебским (членом МОСХ и ближайшим другом Эдварда Войниловича) Незабытовский был представителем «Союза поляков белорусских окраин» и Минского общества сельского хозяйства на встрече с представителями польского Центрального общества сельского хозяйства (в том числе с его председателем Марияном Киниорским) и высказывался против любой аграрной реформы по переходу части земли от помещиков к безземельным гражданам без надлежащего выкупа передаваемой земли за деньги. Весной 1919 года стал полномочным представителем Польского Красного креста на белорусском фронте польско-советской войны.
После занятия Литовско-белорусскими дивизиями Минска в 1919 г. занял пост руководителя одного из главных отделов МОСХ — торгового отдела (так называемого «сельскохозяйственного синдиката») и занимал эту должность до июля 1920 г., когда к Минску приближались войска большевиков — Красная армия.
Реализовать идею польско-белорусской федерации не удалось. В результате Рижского мирного договора (1921 года) все имения и другая недвижимость Незабытовских, которые оказались на советской стороне (Бацевичи и Ольса), были национализированы советской властью. На польской стороне остались имения Хотов (2300 моргов) около Столбцов, Глубокое и Олешевичи (вместе 2360 моргов).

### В межвоенной Польши (1921—1939)
1 мая 1921 г. Незабытовский присутствовал на общем собрании 54 членов МОСХ в Варшаве в зале Центрального общества сельского хозяйства (в доме № 30 на улице Коперника), где Эдвард Войнилович зачитал протокол об упразднении МОСХ, что было одобрено всеми присутствующими членами общества, так же как и политическая часть того протокола, которая резко осуждала Рижский мирный договор (1921 года) и раздел Беларуси на части. Политическая часть была опубликована в газетах. Незабытовский  одним из первых присоединился к политической группировке «виленских консерваторов», которая до «Майского переворота» (1926) Юзефа Пилсудского имела слабое политическое влияние в Польше. 31 мая 1926 года Незабытовский встретился с Пилсудским, с которым имел дружескую частную беседу: во время разговора он уверял Пилсудского о большой роли масонства, а также выразил критические замечания относительно прежней аграрной политики Владислава Грабского, которая привела к снижению цен на сельскохозяйственную продукцию.

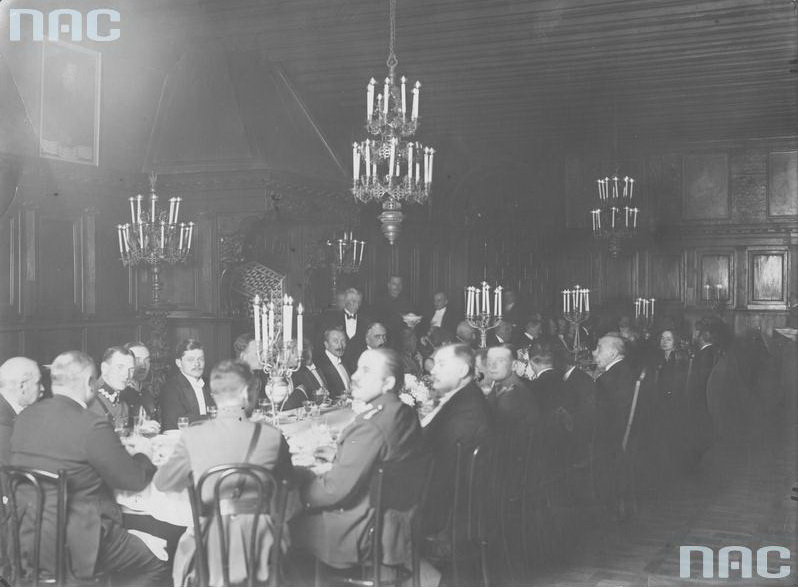
Юзеф Пилсудский и «виленские зубры» на банкете во время съезда виленских консерваторов в Несвиже, 25 октября 1926

4 июля 1926 г. в Вильнюсе на собрании 100 лиц была создана "Консервативная организация государственного труда" (Organizacja Zachowawcza Pracy Państwowej), которая позиционировалась как общественное объединение «виленских консерваторов». В её состав вошёл и Незабытовский . Поддержка «виленскими консерваторами» переворота и новой политики Пилсудского, личное знакомство Пилсудского и Незабытовского (ещё с гимназии), а также знания и опыт Незабытовского в аграрных вопросах, привели к тому, что 2 октября 1926 года Пилсудский ввёл двух «виленских консерваторов» (Карла Незабытовского и Александра Мейштовича) в состав нового правительства : Незабытовский стал министром сельского хозяйства и государственных имуществ (1926—1927), а затем (по причине переименования должности) министром сельского хозяйства (1927—1929). Именно Незабытовский предложил Мейштовича на пост министра юстиции (1926—1928), на что Пилсудский согласился. Присяга на должность состоялась 10 октября 1926 г. Именно с Незабытовским и Мейштовичем Юзеф Пилсудский приехал 25 октября 1926 г. в Несвиж князей Радзивиллов на встречу с лидерами «виленских консерваторов» — местными консервативными аристократами и богатыми помещиками (из северо-восточных воеводств Польши — бывших Виленской, Гродненской и Минской губерний Российской империи), пытаясь получить союзников против польских «эндеков». Визит в Несвиж имел большое значение для необходимого роста поддержки Пилсудского со стороны землевладельцев всей Польши.
После вступления в должность министра Незабытовский начал кампанию по повышению цен на продукцию сельского хозяйства и разрушения преград для экспорта продуктов за границу, чтобы обеспечить приток валюты в Польшу. Однако вице-премьер Казимир Бартель был сторонником низких цен на продукты, поэтому Незабытовскому пришлось считаться с этим вопреки собственным взглядам.
Присутствовал 18 июня 1928 года на похоронах Эдварда Войниловича (1847—1928) в Быдгоще, а после опубликовал в местной газете «Dziennik Bydgoski» (5 июля 1928 Г.) хвалебную статью в его память «Pamięci wielkiego obywatela i prawdziwego chrześcijanina», сравнивая Войниловича с апостолом («ведь только настоящий христианин в состоянии с покорностью и повиновением воле Божьей может свои несчастья так мужественно переносить и иметь ещё слова утешения для других»).
Занимая должность министра, Незабытовский стал сенатором (1928—1930) от Полесского воеводства.
7 декабря 1929 подал в отставку, как и другие члены кабинета Казимира Свитальского, и не вошёл в состав нового кабинета Казимира Бартеля. После окончания срока члена сената от Полесского воеводства 30 августа 1930 года, оставил политику и начал заниматься только управлением своего поместья Хотов. В 1930 г.  был награждён Командорским крестом со звездой ордена Возрождения Польши.

## Частная жизнь после отхода от политики (1930—1952)

### Частная жизнь в Польше (1930—1939)
После отхода от политики жил  в имении Хотов, хозяйство которого держал на высоком уровне и где построил новый костёл. Писал статьи в газеты консервативной направленности, в том числе и в газету «виленских консерваторов» «Słowo». Например, опубликовал в 1933 г. в польском консервативным журнале «Nasza Przyszłość» (t. 27 1933) свою статью «Czy polacy są słowianami» («Являются ли поляки славянами?»), где отстаивал идею, что поляки не славяне.

### В эмиграции во Франции и Великобритании (1939—1952)
С началом оккупации Польши (1939) немецкими войсками в ходе Второй мировой войны, 17 сентября 1939 г. Незабытовский с семьёй выехал в Великобританию, после Францию, затем снова переехал в Великобританию. Написал несколько мемуарных статей, в первую очередь воспоминания о занятии должности министра и школьные годы рядом с Юзефом Пилсудским («Od szkolnej ławy z Piłsudskim», 1952.). В последние годы жизни жил в нищете и содержался в частном пансионате «Antokol» (названном в честь предместья Вильнюса — Антоколь) для «ветеранов» политической элиты межвоенной Польши, финансируемого за счёт польского Гражданского комитета.

### Смерть и похороны
Умер 26 ноября 1952 г. в городе Бэкенхэм (графство Кент, Великобритания). Был похоронен на местном кладбище Элмерс Энд (Elmers End Cemetery) города Бэкенхэм (Beckenham), что теперь уже является частью Большого Лондона.
В некрологе, размещённом в британской польскоязычной газете «Wiadomości», о Кароле Незабытовском было написано: «Карол Незабытовзски был неординарной и очень предприимчивой личностью. Строил на территории Бобруйщины дороги и мосты. Организовывал благотворительную деятельность. Помогал молодёжи <...> Сейчас трудно встретить людей с такой силой духа».
В  1993 году дочь Кароля Незабытовского Ирена О'Рурик (1907—1997) с внуком Иваном посетила Бацевичи и Бобруйск. Посмотрела на место разрушенной усадьбы в Бацевичах, где она  провела своё  детство..

## Произведения
- Przyczyny ruiny gospodarki w Polsce i jak je usunąć // Słowo. — 1926. — 7—8 XI.
- Pamięci wielkiego obywatela i prawdziwego chrześcijanina // Dziennik Bydgoski. — 1928. — 5 lipca.
- Czy polacy są słowianami // Nasza Przyszłość : wolna trybuna zachowawczej myśli państwowej. — 1933. — t. 27.
- Od szkolnej ławy z Piłsudskim // Wiadomości. — 1952. — nr 3, 7, 13, 19.